# Un altro giorno d'amore
Un altro giorno d'amore è il primo album live della Banda Bassotti ed è stato registrato durante il concerto C.S.I.O.A. Villaggio Globale di Roma il 17 marzo 2001.

## Il disco
Due canzoni di questo album (La Linea del Frente e Zu Atrapartu Arte) sono cantate insieme a Fermin Muguruza, al tempo esponente principale del gruppo basco dei Negu Gorriak insieme a Kaki Arkarazo che curò la registrazione del concerto.

## Tracce

### Disco 1
1. Sveglia – 3:35 (A. Conti)
2. Er Ciccione – 0:48 (A. Conti)
3. Cararo Sindaco – 1:37 (A. Conti)
4. Caput Mundi – 2:18 (A. Conti - F. Mariani)
5. Carabina 30-30 – 3:15 (Tradizionale)
6. Viva Zapata – 3:51 (A. Conti)
7. Giunti Tubi Palanche Ska – 3:50 (A. Conti)
8. Ska Against Racism – 3:49 (A. Conti)
9. Somaro Beat Ska – 2:49 (A. Conti)
10. Beat Ska Oi – 5:52 (A. Conti)
11. Luna Rossa – 4:05 (A. Conti)
12. Potere al popolo – 4:17 (F. Santarelli)
13. La Ballata della Sanguisuga – 5:58 (A. Conti)

### Disco 2
1. Avanzo de Cantiere – 5:39 (A. Conti)
2. Andrò Dove Mi Porteranno i Miei Scarponi – 5:05 (A. Conti)
3. Barboni – 3:48 (D. Cacchione - A. Conti)
4. Un Altro Giorno d'Amore (A. Conti)
5. Mockba 993 – 5:30 (A. Conti)
6. Comunicato N.38 – 5:56 (A. Conti)
7. La Linea del Frente – 3:41 (F. Muguruza - I. Muguruza)
8. Zu Atrapartu Arte – 2:05 (F. Muguruza - I. Muguruza)
9. All Are Equal For The Law – 4:45 (D. Cacchione - A. Conti)
10. Figli Della Stessa Rabbia – 3:23 (A. Conti)
11. Bella Ciao – 4:51 (Tradizionale)

## Formazione
- Angelo "Sigaro" Conti – chitarra, voce
- Gian Paolo "Picchio" Picchiami – voce
- Fabio "Scopa" Santarelli – chitarra e cori
- Peppe – batteria
- Michele Frontino – basso
- Francesco "Sandokan" Antonozzi – trombone
- Stefano Cecchi – tromba
- Sandro Travarelli – tromba
- Maurizio Gregori – sax
- David Cacchione – manager
- Luca Fornasier- road manager – booking